# Huang bai

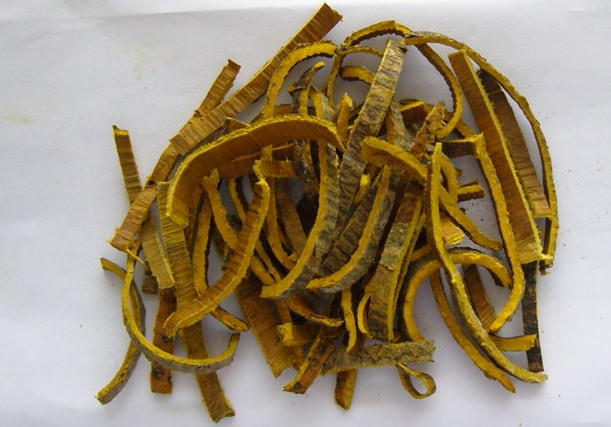
Morceaux d'écorce de Phellodendron amurense.

Huáng bǎi (黄栢 ou 黃栢, littéralement « fir jaune ») ou huáng bò (黄檗) est l’une des cinquante plantes fondamentales de la médecine traditionnelle chinoise. Il est aussi connu sous le nom de Cortex phellodendri, puisqu’il s’agit de l’écorce de l’une des deux espèces d'arbres de Phellodendron : le Phellodendron amurense ou le Phellodendron chinense.